# Csakvarotherium hungaricum
Il csakvaroterio (Csakvarotherium hungaricum) è un mammifero artiodattilo estinto, appartenente ai giraffidi. Visse nel Miocene superiore (circa 9 - 8 milioni di anni fa) e i suoi resti fossili sono stati ritrovati in Ungheria.

## Classificazione
Descritto per la prima volta da Miklós Kretzoi nel 1930, questo animale è noto attraverso scarsi resti fossili ritrovati in terreni del Miocene superiore dell'Ungheria, nella zona di Csákvár. I pochi fossili rinvenuti, secondo Kretzoi, apparterrebbero a una forma molto simile all'odierno okapi (Okapia johnstoni), un giraffide dal collo piuttosto corto che vive nelle foreste dell'Africa australe. I fossili, in ogni caso, non permettono una ricostruzione adeguata ed è possibile che Csakvarotherium non fosse così strettamente imparentato alla forma attuale, ma facesse parte di un gruppo di giraffidi primitivi, i paleotragini, attualmente considerato parafiletico o addirittura polifiletico e consistente in numerose forme morfologicamente simili fra loro ma via via più specializzate, e forse all'origine di vari gruppi (tra cui i sivaterini, le giraffe vere e proprie e, appunto, l'okapi).